# Португальське міжкоролів'я
Португальське міжкоролів'я або Династична криза 1383—1385 (лат. Interregnum, порт. Interregno) — у 1382—1385 роках період в історії Португалії, коли країна не мала короля. Ознаменувався міжусобною війною, інтервенцією сусідньої Кастилії та ростом національної свідомості португальців.
Почався в жовтні 1383 року зі смертю португальського короля Фернанду I. Він не залишив законного сина-спадкоємця, що стало причиною конфлікту. Королева-вдова Леонора зайняла посаду регента і правила від імені своєї неповнолітньої доньки, інфанти Беатриси. Остання була заручена із кастильським королем Хуаном І, що планував посісти португальський трон. Через загрозу поглинання Португалії сусідньою Кастилією, проти режиму королеви одразу повстали міщани Лісабона, яких підтримала дрібна шляхта і духовенство. Їхнім лідером став Жуан I, магістр Авіського ордену, зведений брат покійного Фернанду І.
У травні 1384 року кастильці спробували придушити виступ самостійників й оточили Лісабон, але відступили через епідемію чуми. Взимку повстанці здобули ряд португальських міст. 6 квітня 1385 року загальні кортеси Португалії офіційно проголосили авіського магістра Жуана новим португальським королем. У відповідь, захищаючи права своєї нареченої, кастильський король Хуан І повторно вдерся до Португалії. На боці португальців-самостійників виступила Англія, а на боці Кастилії — Франція та Арагон.
14 серпня 1385 року португальці під проводом Жуана І вщент розгромили переважні сили кастильців у битві при Алжубарроті. Ця перемога закріпила право Жуана та його нащадків з Авіської династії правити Португалією, а також завершила політичну кризу. Прикордонні португальсько-кастильські сутички тривали до смерті Хуана І в 1390 році.
Остаточний мир між Португалією та Кастилією було укладено 1410 року.

## Претенденти
- Беатриса (1372—1420) ∞ Хуан I, король Кастилії
- Жуан I (1357—1433), король Португалії (1385—1433)
- Жуан (1349—1396), герцог Валенсійський (1386—1396)
- Дініш (1354—1403), сеньйор Сіфуентеський (1372—1403)

## Хронологія
1383
- 2 квітня: португальський король Фернанду І і кастильський король Хуан І уклали династично-унійний Салватеррський договір. За його умовами португальська інфанта Беатриса, єдина дитина португальського короля та його спадкоємниця, виходила заміж за кастильського короля Хуана І. Передбачалося, що після смерті хворого Фернанду І, португальська корона перейде Беатрисі й Хуану, й буде передаватися їхнім нащадкам. Таким чином, Кастилія отримала інструмент для поглинання португальської держави, хоча в договорі зазначалося, що формально обидва королівства лишатимуться самостійними після унії[1].
- 22 жовтня: помер король Фернанду І, не залишивши синів спадкоємців. Його вдова, португальська королева Леонора, стала регентом Португалії й почала правити від імені інфанти Беатриси та Хуана І. Це викликало широке невдоволення міщанства, дрібної шляхти і сільського духовенства.
- 6 грудня: авіський магістр Жуан убив Хуана де Андейро, коханця королеви-регентші й лідера про-кастильської партії при дворі. Після цього спалахнуло Лісабонське повстання — мешканці столиці захопили місто, винищили кастильців, зокрема лісабонського єпископа Мартіна Саморського, й арештували королеву Леонору. Повсталі проголосили магістра Жуана «захисником і регентом королівства»[2].
- 16 грудня: магістр Жуан сформував у Лісабоні власний уряд, куди увійшли переважно представники третього стану. Новим канцлером став Жуан Реграський, радниками — бразький архієпископ Лоренсу Вісенте та Нуну Алваріш Перейра, один із небагатьох анти-кастильськи налаштованих шляхтичів.

1384
- січень: кастильський король Хуан І вдерся до Португалії. Його підтримали коїмбрський єпископ Хуан Кабеса-де-Вака й гуардський єпископ Афонсу Коррейя[3].
- 6 квітня: війська авіського магістра Жуана здобули локальну перемогу в битві при Атолейруші.
- 29 травня: кастильські війська оточили Лісабон, португальці відсилають посольство до Англії.
- липень: португальський флот пробиває кільце кастильської облоги.
- 3 вересня: через епідемію чуми Хуан І змушений відступити від Лісабону назад до Кастилії.
- грудень: війська авіського магістра Жуана захоплюють про-кастильські міста.

1385
- Пасха: англійські війська прибули на допомогу магістру Жуану.
- 6 квітня: магістр Жуан І проголошений королем Португалії Жунаом І.
- червня: кастильський король Хуан І вдруге вдерся до Португалії після поразки каральних сил в Транкозу.
- 14 серпня: війська Жуана І здобуло вирішальну перемогу над силами Хуана І в битві при Алжубарроті.
- 14 жовтня: війська Жуана І перемогли кастильців у битві при Валверде.